# ند مادرل
ادوارد ند مادرل (۲۰ اوت ۱۸۷۷  – ۲۷ دسامبر ۱۹۷۴) یک ماهی‌گیر اهل جزیره من بود که در زمان مرگش آخرین بازمانده زبان مادری زبان مانکس بود.

## اوایل زندگی
مادرل در ۲۰ اوت ۱۸۷۷ در کوروالی، نزدیک کرگنیش در جزیره من، در خانواده‌ای ماهیگیر به دنیا آمد. او در کودکی به انگلیسی سخن می‌گفت، برای زندگی به روستایی در کرگنیش رفت تا با اقوام زندگی کند. در اینجا بود که مادرل زبان مانکس را آموخت، زیرا عمه بزرگش مارگارت تاوبمن نمی‌توانست به انگلیسی سخن بگوید. اگر چه زبان مانکس در نیمه دوم قرن نوزدهم رو به ناپدیدی روی نهاده بود، ولی هنوز در برخی نقاط دور افتاده جزیره مانند کرگنیش گویشور داشت. مادرل به عنوان یک مترجم برای سال‌خورده‌های روستا بود، آنانی که انگلیسی نمی‌دانستند
مادرل در چهارده سالگی به عنوان آشپز قایق ماهیگیری شروع به کار کرد و از بندر سنت مری به کینسیل در ایرلند و به شتلند در جستجوی شاه ماهی بود.

## میراث
پس از مرگ سیج کینویگ در ۱۹۶۲، مادرل تنها فرد باقی‌مانده با زبان مادری مانکس بود.
مادرل برخی از سخنانش را ضبط کرد تا به نگه‌داری از این زبان کمک کند.

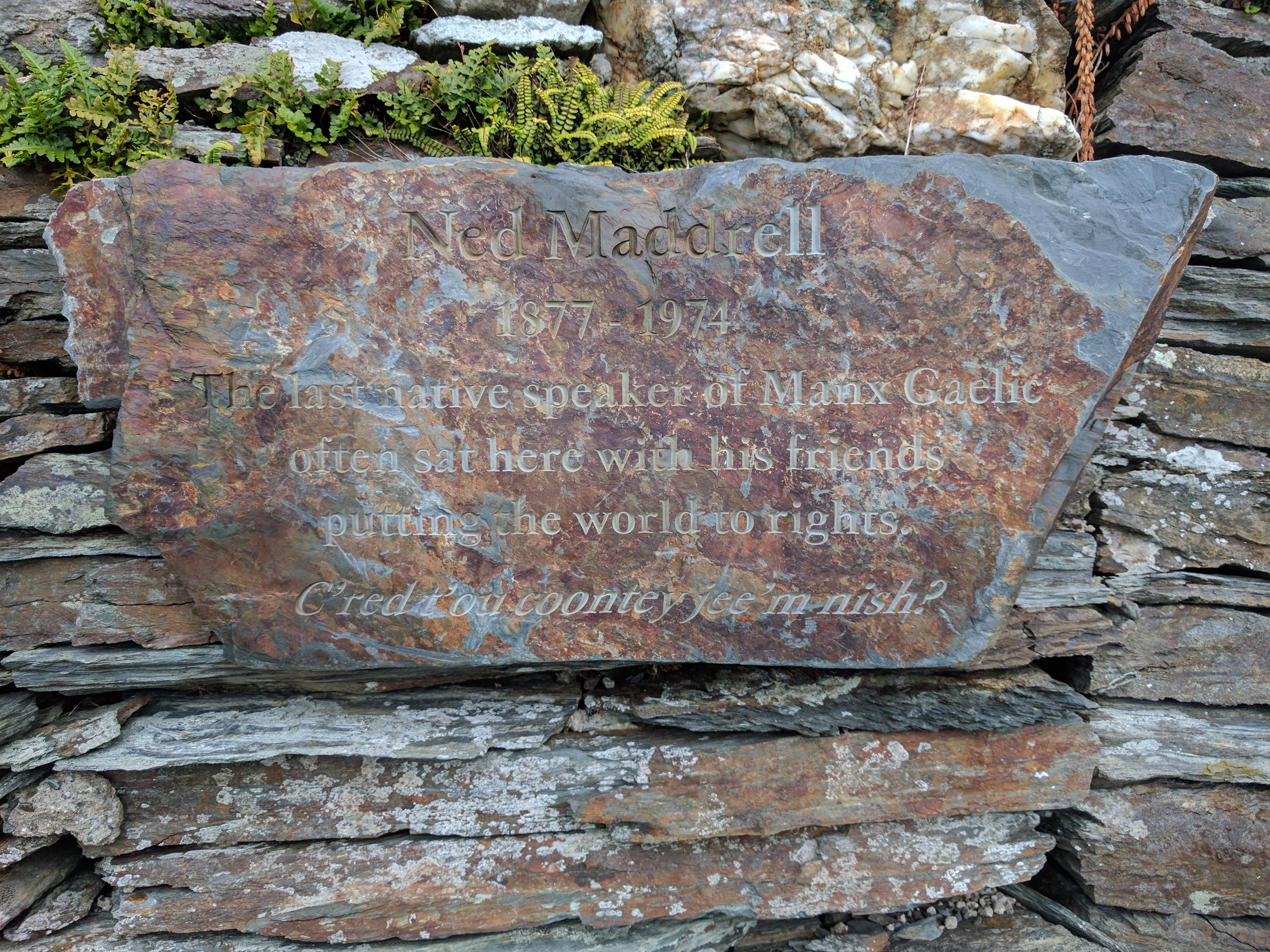
سنگ قبر مادرل